# Charles William Peach
Charles William Peach (Wansford, Northamptonshire, Inglaterra, 30 de setembro de 1800 — Edimburgo, Escócia,  28 de fevereiro de  1886) foi um naturalista e geólogo britânico.
Seu filho foi  o geólogo  Ben Peach (1842-1926).